# Tokugawa Ieyasu

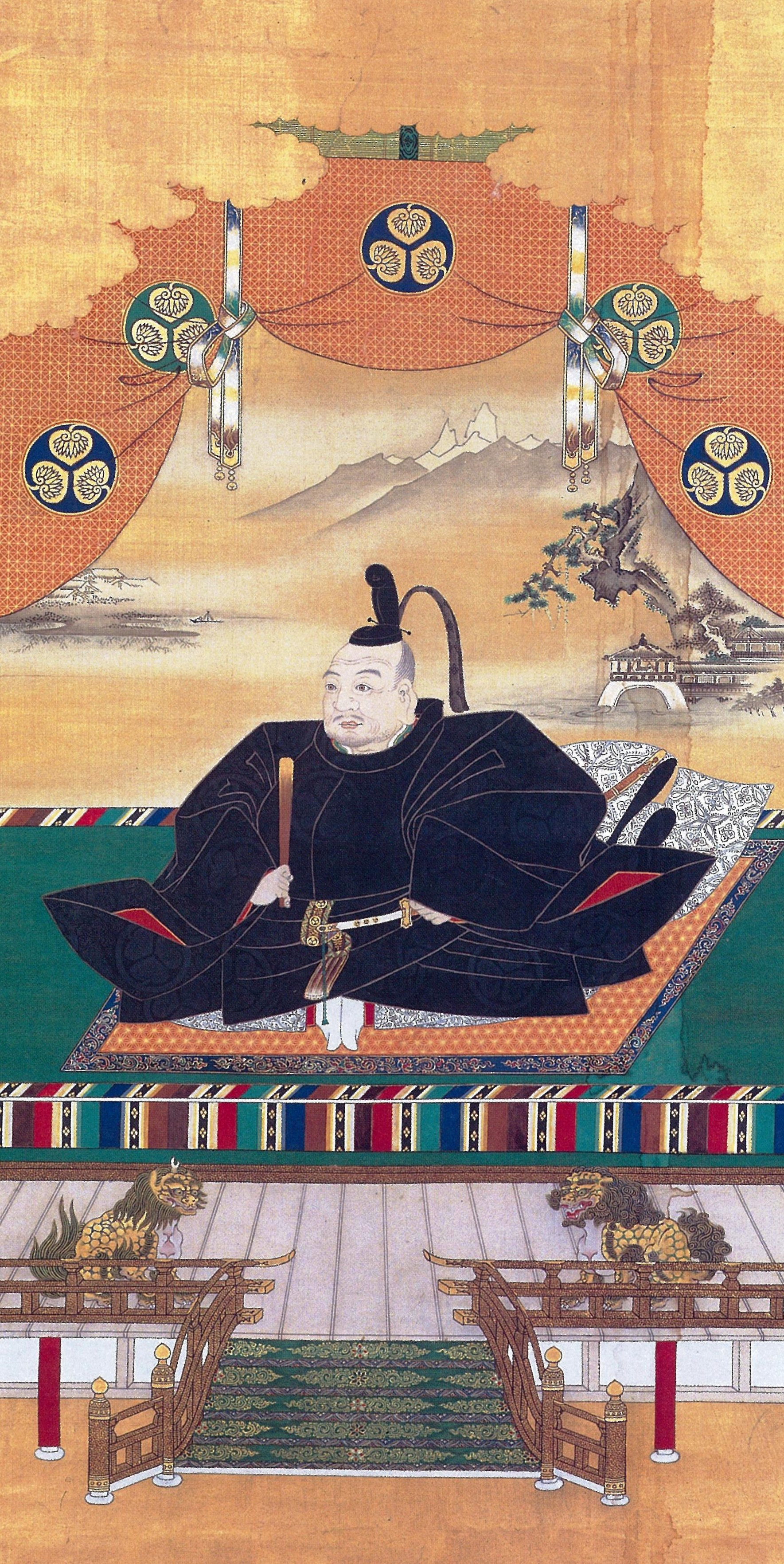
Tokugawa Ieyasu

Tokugawa Ieyasu (jap. 徳川 家康; * 31. Januar 1543 in der Burg Okazaki; † 1. Juni 1616 in Sumpu (heute: Shizuoka)) war der Begründer und erster Shogun des Tokugawa-Shogunats in Japan und gilt nach Oda Nobunaga und Toyotomi Hideyoshi als der Dritte der Drei Reichseiniger des feudalen Japans.

## Leben

### Kindheit als Geisel
Ieyasu wuchs als Matsudaira Takechiyo (松平 竹千代) in einer Zeit auf, die in der japanischen Geschichtsschreibung heute als „Zeit der Streitenden Reiche“ bezeichnet wird (siehe auch Sengoku-Daimyō). Zentrale Autoritäten wie Tennō oder Shōgun (Militärmachthaber) existierten nur noch dem Namen nach, während regionale Kriegsherren (Daimyō) in beständigen Kleinkriegen um die Macht in einzelnen Landstrichen wetteiferten. Ieyasus Stammland, die fruchtbare Provinz Mikawa (heute Teil der Präfektur Aichi in Zentraljapan) gehörte zwar seit mehreren Generationen seiner Familie, den Matsudaira, diese wurden jedoch von zwei expandierenden Häusern, den Oda im Westen und den Imagawa im Osten bedrängt. Beide dieser rivalisierenden Häuser waren bestrebt, die Matsudaira entweder militärisch zu entmachten oder sie als Vasallen zu gewinnen.
Ieyasus Jugend spiegelt die Verhältnisse dieser rauen Zeit exemplarisch wider: 1548, im Alter von fünf Jahren, verbrachte er ein Jahr als Kriegsgeisel in Gewalt der Oda, die ihn 1549 im Tausch gegen andere Geiseln an die Imagawa weitergaben. Während sein Stammhaus mehr und mehr unter den Einfluss der Imagawa geriet, wurde er selbst zu einem Vasallen der Imagawa herangezogen. Sichtbares Zeichen war die Verleihung des Namenszeichens moto, das auch das Oberhaupt der Imagawa, Yoshimoto, im Namen trug. Sein Name lautete nun Matsudaira Motoyasu (松平 元康).

### Pakt mit Oda Nobunaga

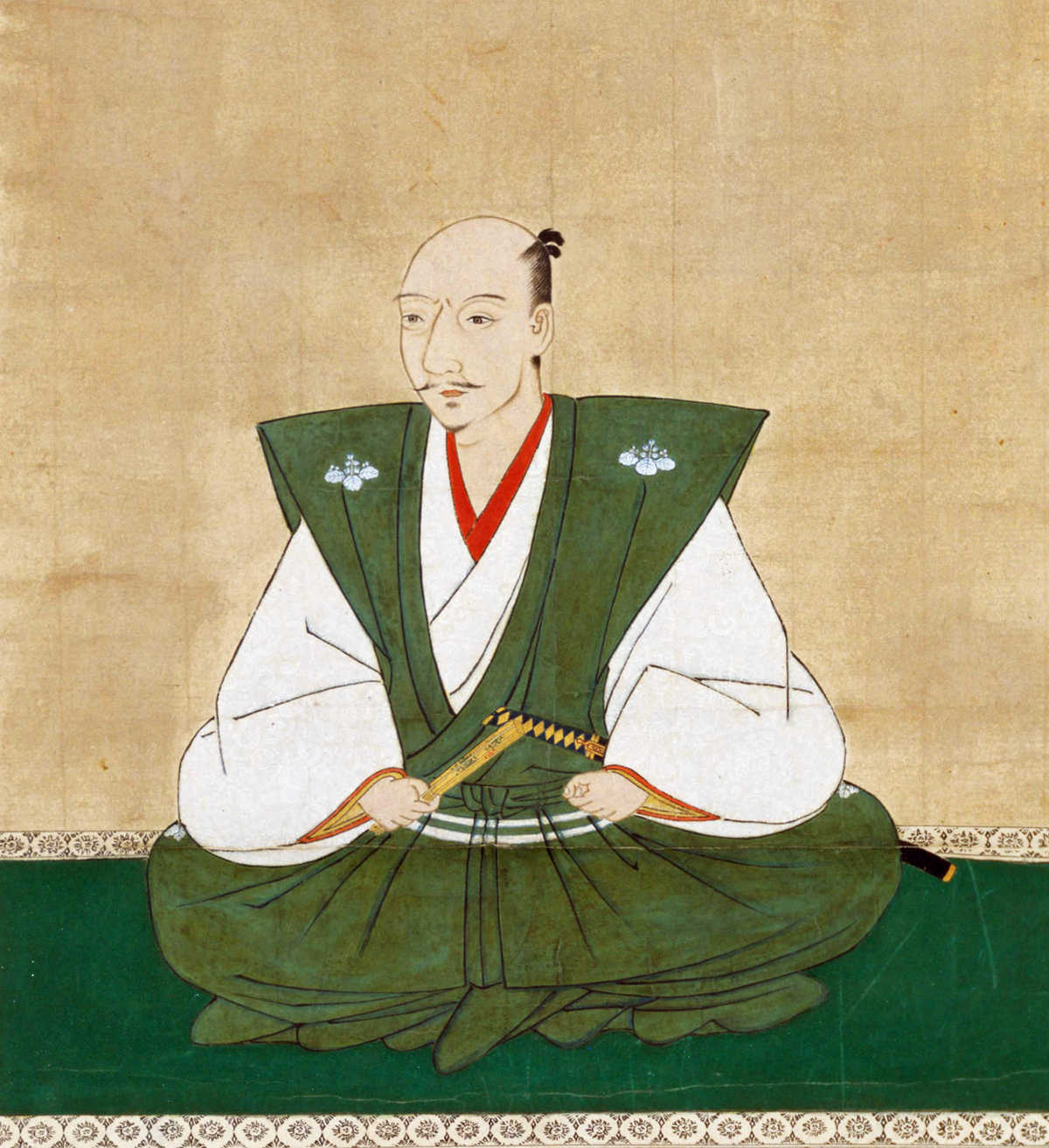
Oda Nobunaga

Im Alter von 13 Jahren wurde Motoyasu 1556 in sein Stammhaus zurückgeschickt, um es nach dem frühen Tod seines Vaters Matsudaira Hirotada (松平 広忠) zu übernehmen. Er führte im Auftrag der Imagawa eine erste erfolgreiche Schlacht gegen Oda Nobunaga. 1560 beteiligte er sich am Versuch der Imagawa, Kyōto einzunehmen. Dieser kühne Vorstoß misslang und kostete den Anführer der Imagawa, Imagawa Yoshimoto, das Leben. Motoyasu nutzte das entstandene Machtvakuum, um sich vom Einfluss der Imagawa zu befreien, und verbündete sich stattdessen im Geheimen mit Oda Nobunaga, dessen militärische Expansion er in der Folge unterstützte.

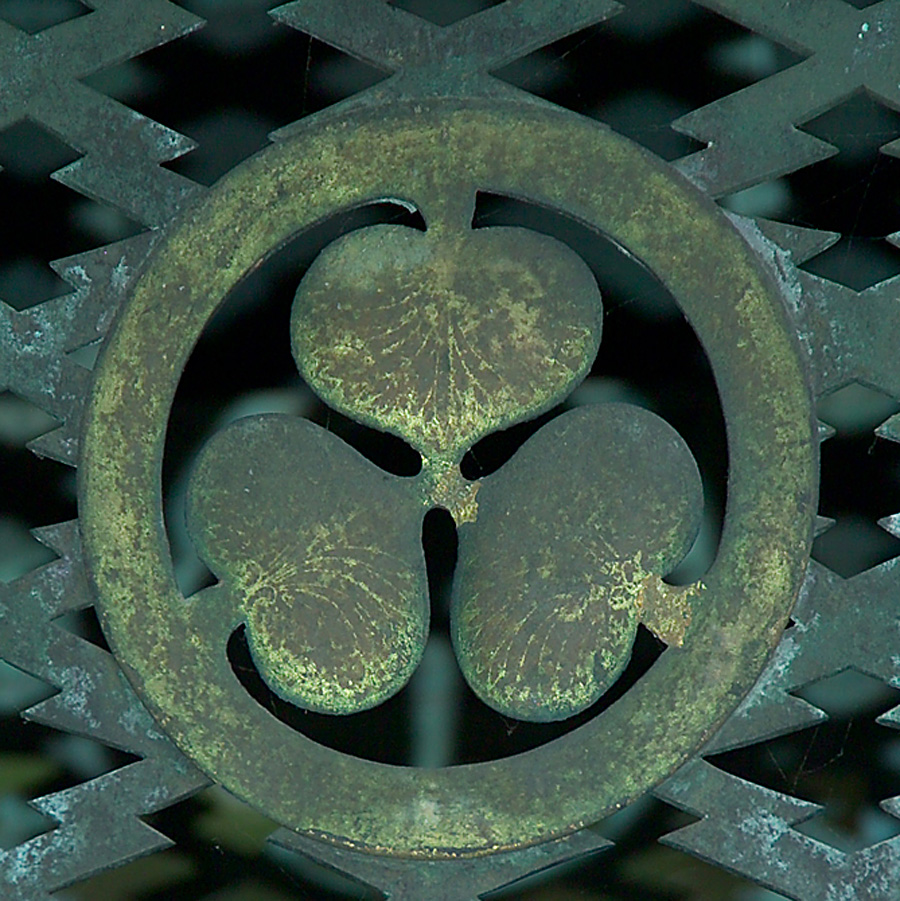
Mon (Familienwappen) der Tokugawa in Nikkō

Die Geheimhaltung war nötig, denn die meisten Mitglieder der Familie Matsudaira, Motoyasus Frau und Sohn eingeschlossen, wurden immer noch von Imagawa Ujizane, dem Sohn von Yoshimoto, als Geiseln gehalten. Im Jahr 1561 nahm er mit seinen Männern die Burg Kamino der Imagawa ein, was Oda Nobunaga signalisierte, dass er nicht länger gegenüber den Imagawa loyal war. Motoyasu tötete den Befehlshaber der Festung und tauschte dessen Frau und zwei Söhne bei den Imagawa gegen seine eigene Familie ein.
1566 ließ er sich sein mittlerweile gestiegenes Prestige vom kaiserlichen Hof in Kyōto bestätigen. Als Zeichen seiner (historisch nicht verifizierbaren) Abstammung vom prestigereichen Haus der Minamoto erwirkte er eine Änderung seines Namens. Seit dieser Zeit nannte er sich Tokugawa Ieyasu – möglicherweise ein Hinweis darauf, dass er mit vergangenen Familienloyalitäten nichts mehr zu tun haben wollte.
Nachdem es Ieyasu 1570 gelungen war, sich die Besitzungen der Imagawa einzuverleiben, stieß er auf einen weiteren Territorialfürsten, der zu dieser Zeit seine Besitzungen erfolgreich ausdehnte, Takeda Shingen. Ihre erste kriegerische Auseinandersetzung 1572 trug Ieyasu eine seiner wenigen kritischen Niederlagen ein, aus der er selbst gerade noch mit dem Leben davonkam. Durch den plötzlichen Tod Shingens 1573 gelang es Ieyasu aber schließlich, die Takeda mit Unterstützung Nobunagas zurückzudrängen. Offenbar war die Allianz Oda-Tokugawa jedoch nicht über jeden Zweifel erhaben. 1579 gerieten Ieyasus Hauptfrau Tsukiyama sowie sein ältester Sohn und Erbfolger Nobuyasu (1559–1579) in den Verdacht, mit den Takeda zu konspirieren. Gedrängt von Nobunaga ließ Ieyasu seine Frau daraufhin hinrichten und zwang seinen Sohn zum Selbstmord.

### Ieyasu und Hideyoshi
1582 wurde Oda Nobunaga von seinem Vasallen Akechi Mitsuhide ermordet. Ein weiterer Feldherr Nobunagas, Toyotomi Hideyoshi, „rächte“ Nobunagas Tod und übernahm damit zugleich sein territoriales und militärisches Erbe. Ieyasu festigte in dieser Zeit seinen Einfluss auf die ehemaligen Territorien der Imagawa und der Takeda. 1584 kam es zu einem militärischen Schlagabtausch zwischen Hideyoshi und Ieyasu, der zugunsten des Letzteren ausging. Ieyasu nutzte seinen Sieg, um sich der unmittelbaren Befehlsgewalt Hideyoshis zu entziehen, etablierte sich in der Folge jedoch als gleichrangiger Verbündeter. 1590 marschierten Tokugawa- und Toyotomi-Truppen gemeinsam weiter nach Osten und brachten die Festung Odawara der mächtigen Hōjō nach 6-monatiger Belagerung zu Fall. Dies sicherte ihnen den entscheidenden Einfluss auf die Kantō-Ebene, das traditionelle Kernland der Ostprovinzen Japans. Hideyoshi bot Ieyasu daraufhin an, die Kantō-Besitzungen der Hōjō allein zu übernehmen, dafür aber seinen bisherigen Besitz an Hideyoshi abzutreten. Territorial sah dieser Handel nach einem Gewinn für Ieyasu aus, tatsächlich trachtete Hideyoshi jedoch danach, Ieyasu von Kyōto, dem politischen und kulturellen Zentrum des Landes, so weit wie möglich fernzuhalten. Ieyasu durchschaute dies sicher, willigte aber ein, um einen militärischen Konflikt mit Hideyoshi zu vermeiden.
Sein Hauptquartier errichtete Ieyasu in Edo, einem unbedeutenden Fischerdorf. In der Folge entwickelte es sich zu einer blühenden Großstadt und sollte schließlich 1868 unter dem Namen Tōkyō (Ost-Hauptstadt) auch Sitz des Tenno werden.

### Gründung des Tokugawa-Shogunats
Als Hideyoshi im Jahr 1598 starb, zählte Ieyasu mit vier anderen Daimyo zu den Fünf Regenten, denen Hideyoshi die Obhut seines minderjährigen Erben testamentarisch anvertraut hatte. Statt sich für die Sache der Toyotomi wirklich einzusetzen, handelte Ieyasu aber – zuerst verdeckt, dann immer offener – in seinem persönlichen Interesse, ganz wie es Hideyoshi im Fall der Erben Nobunagas getan hatte. 1600 spalteten sich Hideyoshis Anhänger daher in ein westliches Lager, angeführt von Ishida Mitsunari, und ein östliches, angeführt von Ieyasu. Ieyasu konnte die entscheidende Schlacht von Sekigahara, die die bis dahin größte Schlacht auf japanischem Boden gewesen sein soll, für sich entscheiden. Damit war er unangefochten der militärische Alleinherrscher Japans. Dies markiert nach allgemeiner Darstellung den Beginn der Edo-Zeit, die politisch von den Tokugawa in Edo dominiert wurde.

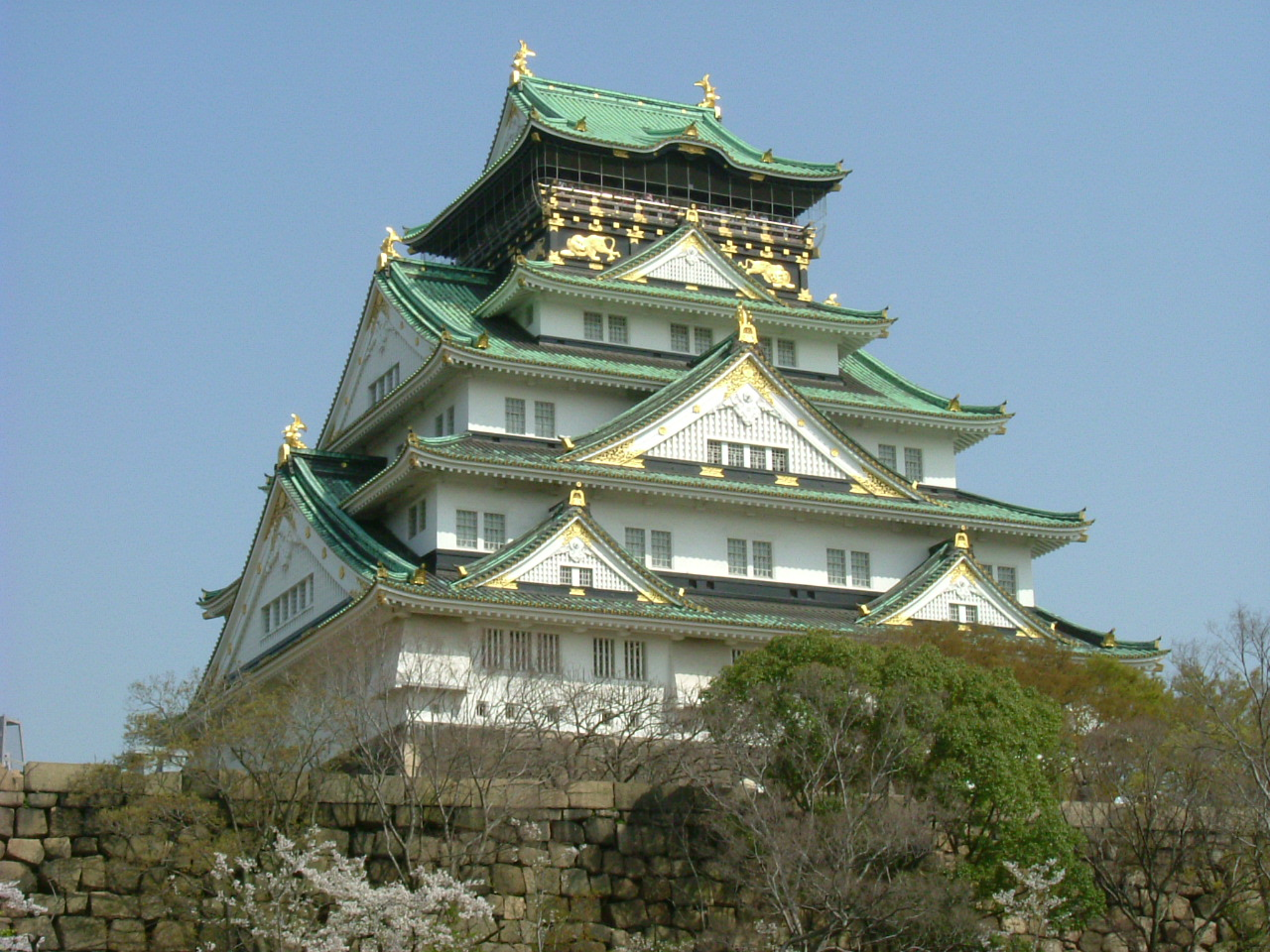
Burg von Osaka

1603 besiegelte Ieyasu seine führende Stellung, indem er sich vom Tennō den Titel Shōgun verleihen ließ. Statt 1600 wird daher auch manchmal das Jahr 1603 als Beginn der Edo-Zeit angegeben. Im Gegensatz zu Oda Nobunaga und Toyotomi Hideyoshi dachte Ieyasu rechtzeitig daran, seine Stellung für seine Nachkommen zu sichern. 1605 trat er den Titel Shōgun daher an seinen Sohn Tokugawa Hidetada ab, behielt im Hintergrund aber die politischen Fäden des Landes weiter fest in der Hand. Von da an zielte seine Politik auf die Festigung der bestehenden Machtverhältnisse und die Auslöschung aller potentiellen Konfliktherde. Dazu zählten die christliche Mission, die zusammen mit europäischen Händlern die Geschehnisse dieser Zeit nicht unwesentlich beeinflusst hatte, aber auch die Nachkommen Hideyoshis, die in der Festung von Ōsaka residierten.
Beide Probleme nahm Ieyasu im vorgerückten Alter von über 70 Jahren mit gnadenloser Härte in Angriff.
Noch 1613 hatte er eine Gesandtschaft unter Hasekura Tsunenaga auf eine diplomatische Mission nach Mexiko und zum Papst nach Rom segeln lassen. Bereits im selben Jahr kam es jedoch zu einem totalen Verbot der christlichen Mission (Bateren tsuihōrei), Missionare und sogar christliche Daimyo wurden ausgewiesen, später auch hingerichtet. 1614 fand Ieyasu einen fadenscheinigen Vorwand, um gegen Hideyoshis Erben Toyotomi Hideyori vorzugehen. 1615 kam es zum entscheidenden Angriff auf die Burg von Osaka durch die Truppen des Shogunats. Nach ihrem Fall begingen Hideyori und seine Mutter Selbstmord. Sein Sohn Kunimatsu wurde hingerichtet, obwohl er einer Ehe mit einer Enkelin Ieyasus entstammte und folglich ein Blutsverwandter der Tokugawa war.

## Nachleben und Nachwirkung

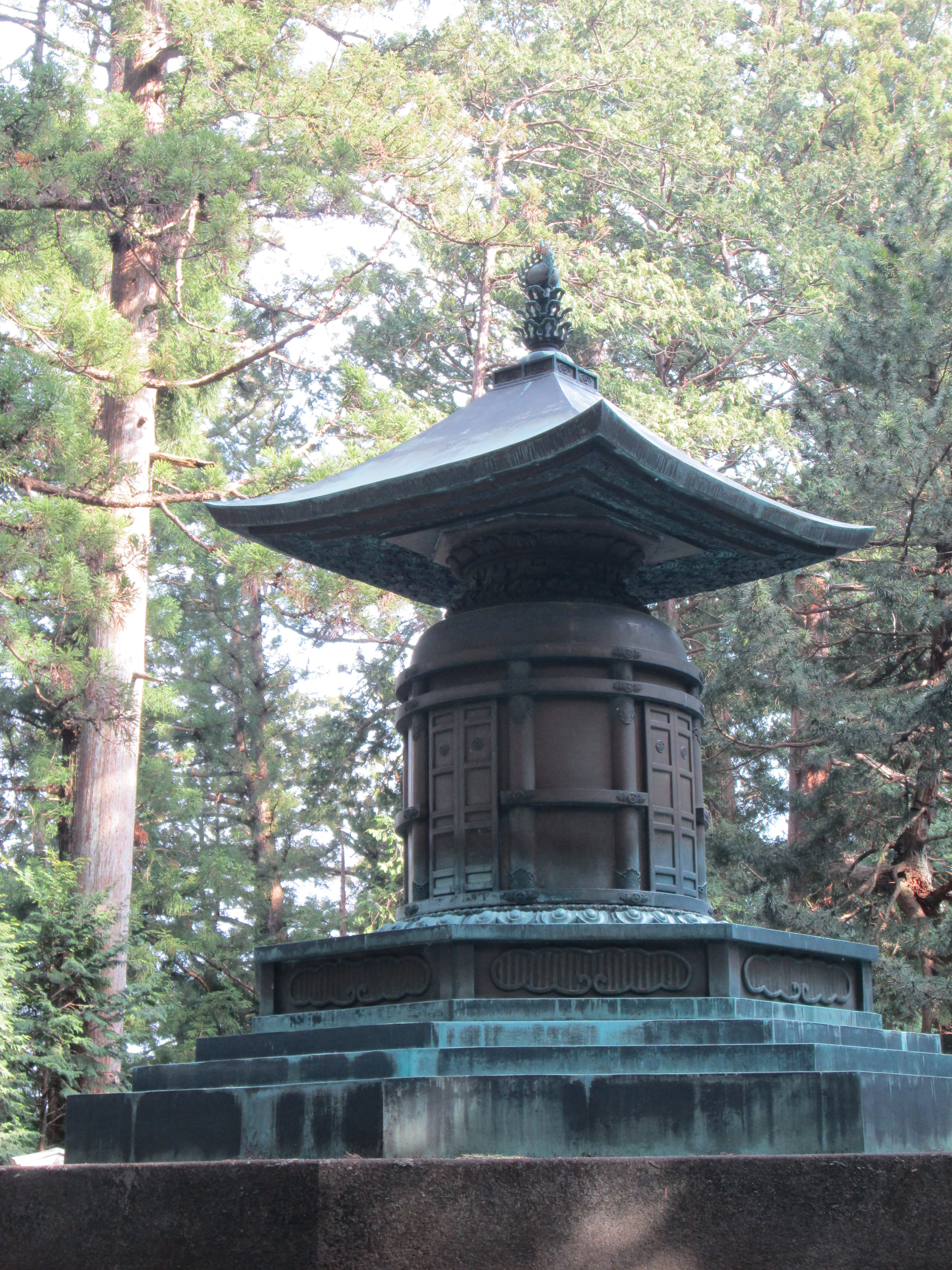
Ieyasus Urne im Tōshō-gū-Schrein

Ein Jahr später, am 1. Juni 1616, starb Ieyasu eines natürlichen Todes auf seinem Alterssitz in Sumpu, jener Burg der Imagawa, in der er als Geisel seine Kindheit verbracht hatte. Wie alles andere scheint er auch seinen Tod gut vorbereitet zu haben. Geleitet von seinen religiösen Beratern Tenkai und Sūden ließ er sich einen Ritus zurechtschneidern, demzufolge er als die Gottheit Tōshō Daigongen (東照大権現) weiter über das Schicksal seiner Familie und des Landes wachen sollte. Sein Enkel Iemitsu, der dritte Tokugawa-Shogun, ließ Ieyasus Kult und sein Mausoleum in großem Stil ausbauen. Das Ergebnis ist noch heute im Tōshō-gū-Schrein von Nikkō zu bewundern, wo Ieyasu und sein Enkel (in einem eigenen Schrein) beigesetzt sind. In Japan sind ihm viele weitere Schreine (Tōshō-gū genannt) geweiht. Neben den Tōshō-gū wird Ieyasu auch in anderen Shintō-Schreinen als Kami verehrt, darunter der Iga Hachiman-gū in Okazaki (zusammen mit Ōjin-tennō, Chūai-tennō und Jingū-kōgō), der Tatsuki-Schrein in Okazaki (zusammen mit Honda Tadakatsu) und Nebenschreine, unter anderem im Chichibu-Schrein (Chichibu, Präfektur Saitama), den drei Bergen von Dewa, im Hie-Taisha, im Mitake-Schrein (Präfektur Yamanashi) und im Mitsumine-Schrein (Präfektur Saitama).
Das von Ieyasu gegründete Tokugawa-Shogunat bestand bis in die Mitte des 19. Jahrhunderts. Trotz oder vielleicht gerade wegen der strikten Abschottungspolitik (鎖国政策, sakoku seisaku, wörtlich: politische Maßnahme zur Abschließung des Landes) der Tokugawa nach außen und der polizeistaatähnlichen Überwachung der Bevölkerung war es eine lange Periode innerer Stabilität und kultureller Blüte.

## Ieyasu in der Unterhaltungskultur
- Die Geschichte von Ieyasus Aufstieg ist eine der berühmtesten und beliebtesten in der japanischen Geschichtsschreibung.
- Sie findet sich auch in dem Roman Shogun von James Clavell wieder, in der Ieyasu als fiktiver Shogun Toranaga porträtiert wird. Der von Ieyasu zum Samurai ernannte Engländer William Adams (japanischer Name Miura Anjin) ist dort als John Blackthorne verewigt. Basierend darauf wurde die HBO-Serie Shogun entwickelt, die ebenfalls seine Geschichte wiedergibt.
- Ieyasus epischer Kampf mit den Takeda wurde in Kurosawa Akiras Kagemusha filmisch verarbeitet.
- Ein populäres japanisches Gedicht:

„Was tun, wenn der Vogel nicht singen will?“
Nobunaga antwortet: „Töte ihn!“
Hideyoshi antwortet: „Erwecke in ihm den Wunsch zu singen.“
Ieyasu antwortet: „Warte ab.“
- Ein weiteres Bonmot setzt die drei Reichseiniger mit dem Herstellen von mochi (Reiskuchen) in Verbindung: Nobunaga schlägt den Reis zu Brei, Hideyoshi wendet ihn, Ieyasu isst ihn auf.

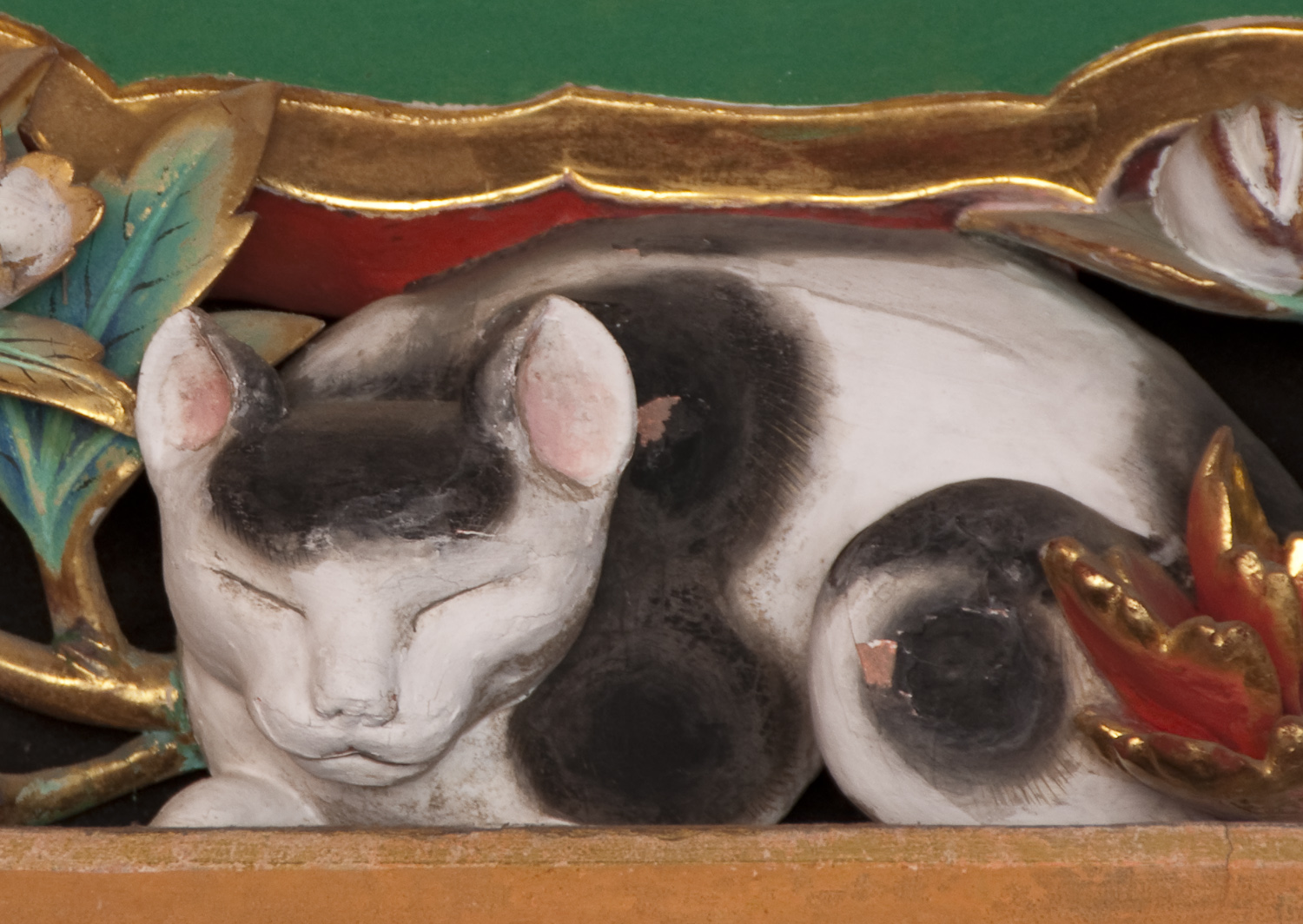
Schlafende Katze (nemuri neko) im Tōshō-gū-Schrein

- Im Tōshōgū gibt es über dem Tor, das zu Ieyasus eigentlicher Grabstätte führt, die Skulptur einer (scheinbar?) schlafenden Katze. Es heißt, dass der Künstler Hidari Jingoro mit dieser Darstellung auf den verschlagenen Charakter des Shoguns anspielte.
- Im Computerspiel-Add-on „The Asian Dynasties“ für das Strategiespiel Age of Empires III ist eine Kampagne spielbar, in der man Ieyasu zum Aufstieg verhilft.
- In dem Manga Basilisk tritt Ieyasu als Nebenfigur auf.
- Im Star-Trek-Roman „Der Prüfstein ihrer Vergangenheit“ von Dana Kramer Rolls wird ein Teil seiner Geschichte erzählt.
- In den Spieleserien „Sengoku Basara“ und „Samurai Warriors (Sengoku Musou)“ ist Ieyasu als Figur zu finden.